# Transarc
Transarc var ett mjukvaruföretag i Pittsburgh som startades 1989 av Jeffrey Eppinger, Michael Kazar, Alfred Spector, och Dean Thompson från Carnegie Mellon University. Syftet var att kommersiellt sälja Andrew file system (AFS) som utvecklats vid Carnegie Mellon University.
Transarc köptes upp av IBM 1994 och blev ”IBM Pittsburgh Lab” 1999. Tekniken från AFS användes bland annat i IBM:s produktfamilj WebSphere. År 2000 släppte IBM källkoden till AFS fri under namnet OpenAFS varefter den kommersiella varianten upphörde.